# Raymond de Bastoulh
Raymond Marie Hyacinthe de Bastoulh est un homme politique français, né le 4 juin 1783 à Toulouse (Haute-Garonne) et mort le 28 novembre 1838 à Toulouse.

## Biographie
Procureur général près la cour royale de Toulouse sous la Restauration, il est député de la Haute-Garonne de 1827 à 1830, siégeant à l'extrême droite, avec les ultra-royalistes. 

## Sources
- « Raymond de Bastoulh », dans Adolphe Robert et Gaston Cougny, Dictionnaire des parlementaires français, Edgar Bourloton, 1889-1891 [détail de l’édition]